# ファビアン・アスマン
ワルテル・ファビアン・アスマン（Walter Fabián Assmann, 1986年3月23日 - ）は、アルゼンチン・ブエノスアイレス州出身の元サッカー選手。現役時代のポジションはGK。

## 経歴
CAインデペンディエンテの下部組織出身。2007年4月21日にデビューし、2007クラウスーラでは3試合に出場した。2007アペルトゥーラでは、オスカル・ウスタリがヘタフェCFに移籍したことによって空いた背番号1を受け継いだ。2009年8月、スペイン・セグンダ・ディビシオン（2部）のUDラス・パルマスにレンタル移籍した。2010年7月にインデペンディエンテに復帰し、同年のコパ・スダメリカーナではクラブ初の優勝を果たしたが、決勝のゴイアスEC戦ではベンチ入りしていない。2014年6月28日、リーガ・デ・アセンソのCFメリダに加入した。
2014年12月29日にキルメスACと1年半の契約を結び、2015年は同クラブでプレー。2016年より1年半の契約でCAベレス・サルスフィエルドに加入することが発表された。
2017-18シーズンはオマル・デ・フェリッペ監督の構想外となり、プリメーラB・ナシオナルに昇格したクルブ・アグロペクアリオ・アルヘンティーノに移籍した。

## タイトル
インデペンディエンテ
- コパ・スダメリカーナ : 2010